# Jonathan Bru
Jonathan Bru (ur. 2 maja 1985 w Neuilly-sur-Seine) – maurytyjski piłkarz grający na pozycji defensywnego pomocnika. Od 2011 roku jest zawodnikiem klubu Moreirense FC. Posiada także obywatelstwo francuskie. Brat Kévina Bru, także piłkarza.

## Kariera klubowa
Swoją karierę piłkarską Bru rozpoczynał w CS Brétigny i szkółce piłkarskiej INF Clairefontaine. Następnie podjął treningi w Stade Rennais. W sezonie 2002/2003 zaczął grać w czwartoligowych rezerwach tego klubu. W 2003 roku wygrał z Rennes Coupe Gambardella. Natomiast 30 stycznia 2004 roku zadebiutował w pierwszym zespole w Ligue 1 w wygranym 2:0 wyjazdowym meczu z En Avant Guingamp. Oprócz debiutu nie zaliczył żadnego spotkania w Ligue 1 i do 2006 roku nadal grał w rezerwach Rennes.
W 2006 roku Bru przeszedł do drugoligowego FC Istres. W sezonie 2006/2007 spadł z nim z drugiej do trzeciej ligi francuskiej. W 2008 roku odszedł do cypryjskiego AEP Pafos, gdzie spędził sezon.
W 2009 roku Bru został zawodnikiem Académiki Coimbra. W portugalskiej ekstraklasie swój debiut zanotował 2 listopada 2009 w zwycięskim 2:0 domowym meczu z Vitórią Guimarães. W Académice rozegrał 3 mecze.
W 2010 roku Bru przeszedł do drugoligowego UD Oliveirense. Rok później został zawodnikiem Moreirense FC.
| Sezon   | Klub              | Kraj       | Rozgrywki                 | Mecze | Bramki |
| ------- | ----------------- | ---------- | ------------------------- | ----- | ------ |
| 2002/03 | Stade Rennais B   | Francja    | CFA                       | 3     | 0      |
| 2003/04 | Stade Rennais     | Francja    | Ligue 1                   | 1     | 0      |
| 2003/04 | Stade Rennais B   | Francja    | CFA                       | 23    | 1      |
| 2004/05 | Stade Rennais B   | Francja    | CFA                       | 30    | 1      |
| 2005/06 | Stade Rennais B   | Francja    | CFA                       | 19    | 3      |
| 2006/07 | FC Istres         | Francja    | Ligue 2                   | 9     | 0      |
| 2007/08 | FC Istres         | Francja    | Championnat National      | 14    | 1      |
| 2008/09 | AEP Pafos         | Cypr       | Protathlima A’ Kategorias | 20    | 0      |
| 2009/10 | Académica Coimbra | Portugalia | Primeira Liga             | 3     | 0      |
| 2010/11 | UD Oliveirense    | Portugalia | Liga de Honra             | 28    | 2      |
| 2011/12 | Moreirense FC     | Portugalia | Liga de Honra             |       |        |

## Kariera reprezentacyjna
W swojej karierze Bru grał w młodzieżowych reprezentacjach Francji na różnych szczeblach wiekowych. W 2002 roku zagrał z kadrą U-17 w Mistrzostwach Europy U-17 i wywalczył z nią wicemistrzostwo kontynentu. W 2010 roku zdecydował się grać w reprezentacji Mauritiusa. 4 września 2010 zadebiutował w niej w przegranym 1:3 meczu eliminacji do Pucharu Narodów Afryki z Kamerunem. Zdobył jedynego gola dla Mauritiusa po strzale z rzutu karnego.